# T3 Arena
T3 Arena - antes chamada Gammliavallen - é um estádio de futebol localizado em Uma, Suécia. Foi inaugurado em 1925, e renovado em 2009. Tem capacidade para 14 000 pessoas, e recebe os jogos dos clubes Umeå IK e Umeå FC.